# Nlakhwane
Nlakhwane is een dorp in het district North-East in Botswana. De plaats telt 1583 inwoners (2011).